# Casa Guiette
La casa Guiette, también conocida como Les Peupliers, es una casa diseñada por Le Corbusier en Amberes, Bélgica. Fue proyectada en 1926 y construida en 1927 como estudio y vivienda para René Guiette (1893-1976), un pintor y crítico de arte perteneciente al movimiento vanguardista de Amberes. Es un ejemplo temprano del Estilo Internacional y supuso el primer encargo de Le Corbusier en el extranjero, constituyendo una de las obras menos conocidas del arquitecto. La construcción fue supervisada por el arquitecto flamenco Paul Smekens.
La casa Guiette fue reconocida como Monumento protegido por el gobierno flamenco en 1978. En julio de 2016, la vivienda fue incluida en la lista del Patrimonio de la Humanidad de la Unesco, junto con otras 16 obras arquitectónicas de Le Corbusier.

## Descripción
La forma tradicional de parcelación en Bélgica era la formada por parcelas muy largas y estrechas. El solar donde se ubicó la casa Guiette seguía esta proporción, con una longitud de 14,30 metros y una anchura de 6,62 metros. Además, tiene un único muro medianero puesto que está situada al final de una hilera de casas. Asimismo, las ordenanzas urbanísticas obligaban a una planta parcialmente libre y con un paso por su lado oeste, lo cual condicionaría el proyecto. La vivienda se organizó siguiendo la tipología de casa artesanal, con un programa que debía incluir residencia familiar, área de trabajo y zona destinada a la actividad comercial.
La casa se desarrolla en tres niveles. En la planta baja se sitúan la cocina, la zona de servicio, el aseo y una gran estancia que se abre ampliamente al jardín. En la planta intermedia se ubican el dormitorio de los padres en la parte delantera y las habitaciones de los hijos en la trasera, articulados alrededor del rellano junto con el baño, el cuarto ropero y un aseo. La parte trasera de la planta superior está ocupada por la sala de juegos, y un pasillo curvo conduce hasta el estudio, que tiene una altura doble. La habitación de la empleada doméstica, un trastero y un cuarto oscuro se ubican a los lados de este corredor. Una gran escalera discurre desde la fachada anterior a la posterior, conectando las distintas estancias de la vivienda a lo largo del recorrido. Este paseo arquitectónico desemboca en el estudio del artista, que en la fachada recayente a la calle tiene un gran muro de vidrio y un balcón longitudinal. Desde el estudio se accede a la terraza-jardín, cerrada con un muro perimetral, con un pequeño balcón recayente hacia el jardín y un óculo en su fachada lateral.
Basada en el modelo de casa Citrohan, la vivienda se asemeja a una caja simple y perfecta, donde poder experimentar los cinco puntos de la arquitectura moderna: los pilotis, la terraza-jardín, la planta libre, la ventana horizontal y la fachada libre. Sin embargo, el deseo explícito del propietario de vivir en la planta baja con acceso directo al jardín eliminó los pilotis del proyecto e incluyó la cocina y el aseo a pie de calle, una solución poco común. Otros elementos específicos desarrollados por Le Corbusier en la vivienda de acuerdo con su idea de arquitectura fueron las ventanas en horizontal, la terraza-jardín, el juego de distintas alturas con escaleras rectas y empinadas, la zona del estudio a doble altura y, en general, la concepción espacial en conjunto de la casa.
El interior se caracteriza por la forma en que se percibe el espacio en las estancias y por la sensación que aporta la entrada de la luz, junto con el uso del color de forma abstracta. La elección de la gama de tonalidades comprende el azul marino, azul pálido, malva, siena, rosa, ocre, verde inglés y gris en diversas tonalidades, que van desde el gris perla al gris oscuro, y el blanco.
|                                                               |
| Vista de la casa Guiette a la derecha de una hilera de casas. |

|                                       |
| Fachada principal de la casa Guiette. |

|                            |
| Alzado lateral de la casa. |

|                                                      |
| Detalle del balcón longitudinal y el muro de vidrio. |

## Clasificación de la Unesco
Diversos proyectos construidos por Le Corbusier, entre ellos la casa Guiette, fueron propuestos como Patrimonio de la Humanidad por la Unesco. Esta candidatura fue rechazada en 2009 y posteriormente en 2011, debido a que se trataba de una lista demasiado larga y por la ausencia del proyecto de Chandigarh en la India. A finales de enero de 2015 se presentó un nuevo dosier de solicitud que tenía en cuenta las diversas observaciones y se propuso en la 40.ª sesión del Comité del Patrimonio Mundial, que se celebró en Estambul (Turquía) del 10 al 17 de julio de 2016. El conjunto fue finalmente aceptado el 17 de julio de 2016.